# Erioneuron pilosum
Erioneuron pilosum là một loài thực vật có hoa trong họ Hòa thảo. Loài này được (Buckley) Nash mô tả khoa học đầu tiên năm 1903.